# Aloa Input
Aloa Input ist ein 2012 gegründetes deutsches Indie-Rock-Bandprojekt aus Bayern, ein Gemeinschaftsprojekt etablierter Musiker, das innerhalb kürzester Zeit überregionale Aufmerksamkeit erhielt. Die Zeit bezeichnete die Newcomer-Band im November 2013 als „eine Art Supergroup der Münchner alternativen Popmusik“, ferner die Online-Zeitung „Zeitjung“ als „Supergroup des bayerischen experimental-Pop“.

## Geschichte
Die Band ist ein Gemeinschaftsprojekt der etablierten Musiker Florian „Flo“ Kreier aka „Angela Aux“, der als Kopf der Band gilt, Christoph „Cico“ Beck und Marcus Grassl von Missent to Denmark. Alle Mitglieder verfügen über ausreichende Banderfahrungen aus verschiedenen musikalischen Richtungen. Die Schnittmenge ist die Begeisterung für experimentelle Popmusik. So mischen sie in beinahe jedem Song unterschiedlichste Einflüsse aus Folk, Indierock, Hiphop und Elektro.
Der Bayerische Rundfunk betitelte den Musikstil von Angela Aux seinerzeit als „New Weird Bavaria“ in Anlehnung an „New Weird America“. Dieser Stil der „neuen Münchner Schule“ wird mittlerweile auch Aloa Input, The Dope und The Marble Man zugeschrieben. Aloa Input wird dem Kern des „New Weird Bavaria“ zugeschrieben, einer Strömung, die wie ihre großen Vorgänger die Grenzen zwischen Pop und Experiment sucht. Der Name Aloa Input steht laut Bandangaben für eine „exotische Mischung an Einflüssen“.
Nach dem Erscheinen des Debüt-Albums Anysome im Jahr 2013 urteilte die Musikzeitschrift Musikexpress: „Derart größenwahnsinnige Projekte scheitern meist, aber manchmal, wie hier, entsteht dabei auch Einzigartiges. Fast jedes der zahlreichen Genre-Charakteristika haben Aloa Input in ihre Musik integriert.“
Produktion, Öffentlichkeitsarbeit und Marketing werden seit 2013 von der Initiative Musik gefördert. Das Debütalbum wurde im Studio von LaBrassBanda aufgenommen.
Die Band trat mittlerweile international auf, unter anderem im Klub 470 des Goethe-Instituts in den Niederlanden, in Deutschland aber auch zum Beispiel beim heimischen Theatron Musiksommer 2013 sowie beim Theatron PfingstFestival 2014, im „Fenster-Vorprogramm“ des Berliner SchwuZ-Festivals und als Support von The Notwist im Kulturzentrum Schlachthof in Wiesbaden.
Nach 6 Jahren veröffentlichten Aloa Input 2021 ihr jüngstes Album Devil’s Diamond Memory Collection beim Wiener Label Siluh Records. Das Album wurde vom Bayerischen Rundfunk als „bisher anspruchsvollstes Album“ gelobt und von der SZ als „feinteilig zusammengesetztes musikalisches Mosaik“ und „leuchtender Science-Fiction-Pop“ gefeiert.

## Diskografie
- 2013: Anysome (Album, Morr Music)
- 2015: Mars etc. (Album, Morr Music)
- 2021: Devil’s Diamond Memory Collection (Album, Siluh Records)